# Niederkirchen bei Deidesheim
Niederkirchen bei Deidesheim är en kommun och ort i Landkreis Bad Dürkheim i förbundslandet Rheinland-Pfalz i Tyskland.
Kommunen ingår i kommunalförbundet Verbandsgemeinde Deidesheim tillsammans med ytterligare fyra kommuner.